# Harvest Moon: Friends of Mineral Town
Harvest Moon: Friends of Mineral Town (牧場物語 ミネラルタウンのなかまたち?, Bokujō Monogatari: Mineral Town no Nakama Tachi) è un videogioco per Game Boy Advance, sviluppato dalla Marvelous Interactive Inc. e pubblicato negli Stati Uniti dalla Natsume. Originariamente è uscito in Giappone il 18 aprile 2003.
Harvest Moon: Friends of Mineral Town è il primo titolo per Game Boy Advance della serie Harvest Moon, ed è un remake di Harvest Moon: Back to Nature. Il giocatore controlla il personaggio di un fattore il cui scopo è di realizzare profitto dalla fattoria che ha in gestione.
Un remake 3D chiamato Story of Seasons: Friends of Mineral Town viene rilasciato per Nintendo Switch e Microsoft Windows ad ottobre 2019 in Giappone e a luglio 2020 in occidente.